# براندون لونش
براندون لونش (بالإنجليزية: Brandon Lynch)‏ هو لاعب كرة القدم الكندية أمريكي، ولد في 31 يناير 1982.

## وصلات خارجية
- براندون لونش على موقع JustSportsStats.com (الإنجليزية)